# Andrew Ainslie Common

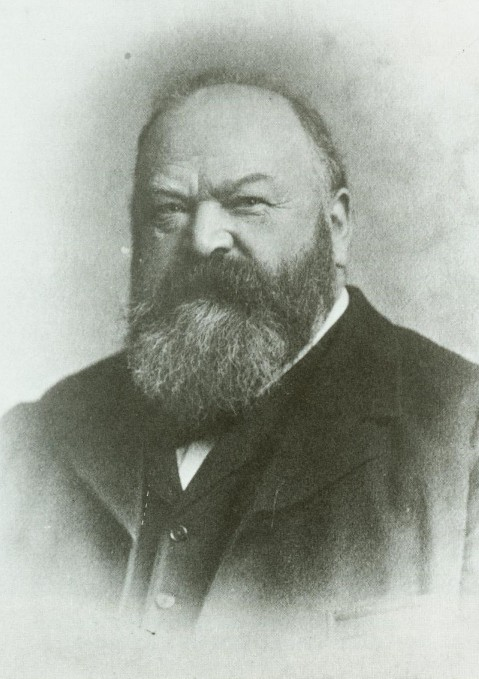
Andrew Ainslie Common

Andrew Ainslie Common (* 7. August 1841 in Newcastle upon Tyne; † 2. Juni 1903 in Ealing) war ein britischer Astronom.
Er war der Sohn von Thomas Common, einem Arzt. Nachdem sein Vater früh gestorben war, trat Common in die Firma seines Onkels in London ein und heiratete 1867.
Von 1895 bis 1896 war Common Präsident der Royal Astronomical Society.

## Wissenschaftliche Beiträge

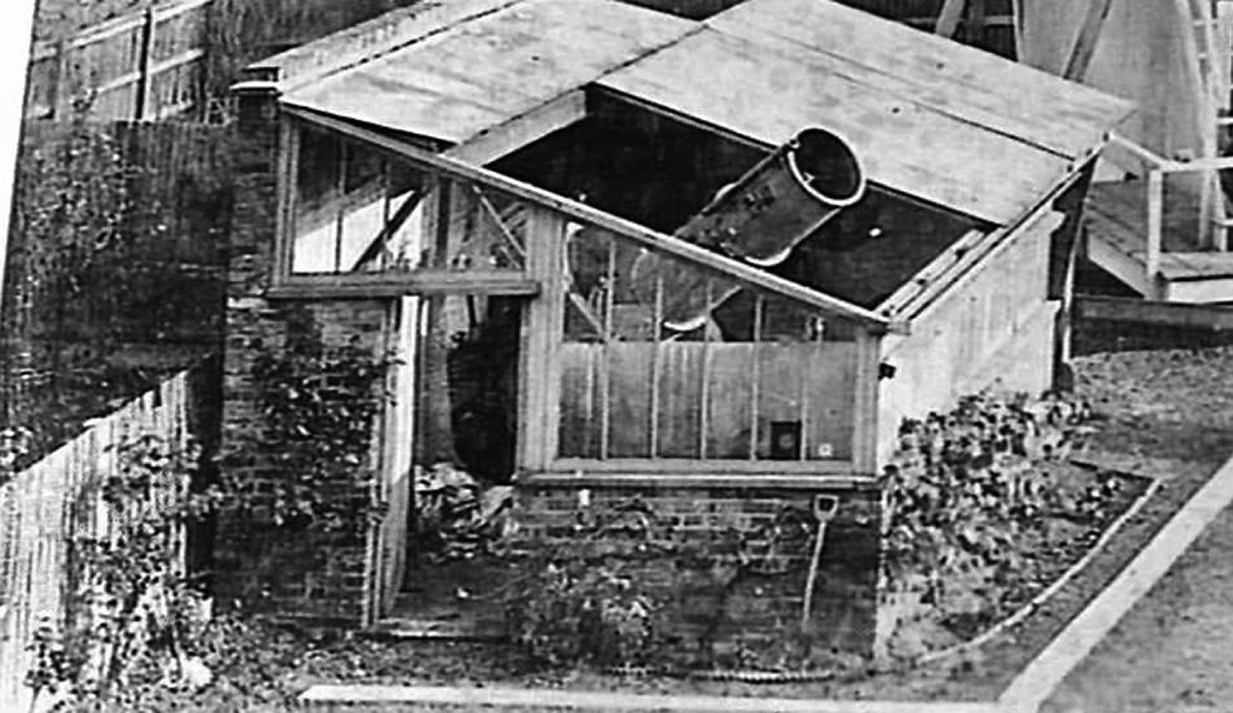
Commons 18-Zoll-Spiegelteleskop in seiner Gartenlaube bei seinem Haus in Ealing, um 1870.

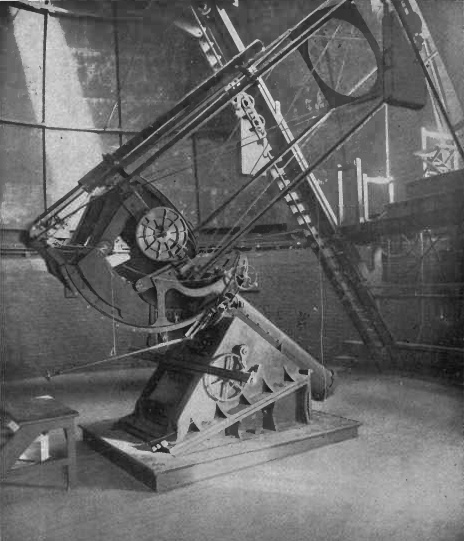
Commons 3-Fuß-Spiegelteleskop (Aufgebaut in den USA). Die Lagerung der Polar-Achse erfolgt durch den mit Quecksilber gefüllten Zylinder rechts an der Metallstütze.

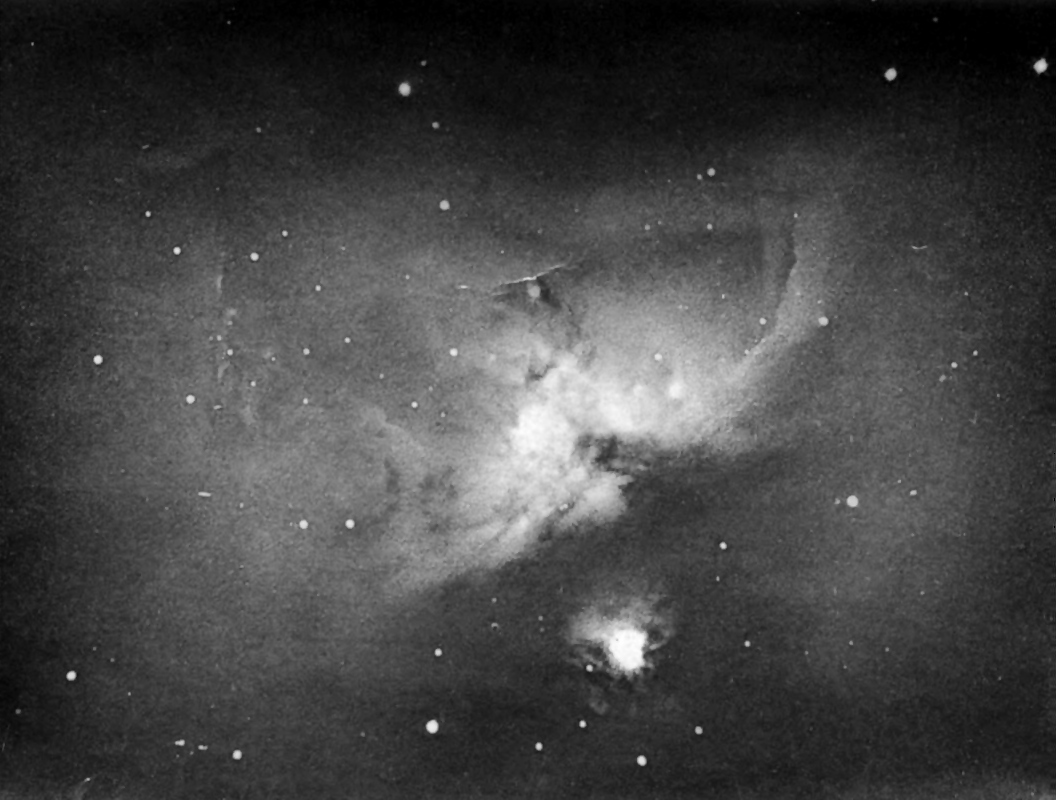
Commons Photographie des Orionnebels, für welche er die Goldmedaille der Royal Astronomical Society erhielt

### Astrofotografie
Common machte verschiedene astrofotografische Versuche mit seinen unterschiedlichen Teleskopen. Mit seinem im Jahr 1879 fertiggestellten 36-Zoll-Spiegelteleskop gelang ihm am 31. Januar 1883 eine spektakuläre Aufnahme des Orionnebels, für die er 1884 die Goldmedaille der Royal Astronomical Society erhielt – sie zeigte erstmals mehr Details, als durch Beobachtung mit dem Auge erkannt werden können.
Bei seinen Beobachtungen entdeckte er auch zahlreiche Nebel, die er in der Zeitschrift Copernicus veröffentlichte. Diese Entdeckungen wurden später von Johan Ludvig Emil Dreyer in den 1888 veröffentlichten New General Catalogue aufgenommen: Für 29 NGC-Objekte gilt er als Entdecker.
Für das Teleskop nutzte er einen Spiegel der Firma Calver, einem führenden englischen Hersteller für Spiegelteleskope, der nach der Erfindung von versilberten Glasspiegeln um das Jahr 1850 durch Foucault und Steinheil Teleskope mit solchen Spiegeln im Durchmesser von 14–61 cm anbot und für Common zwei Spiegel mit 91 cm Durchmesser anfertigte. Die Montierung des Teleskops führte Common in der Polarachse zur Vermeidung von Reibungswiderständen schwimmend in Quecksilber aus. Mit einem Antrieb durch ein Uhrwerk konnte er so die Erddrehung kompensieren und das Teleskop mit hoher Präzision Himmelsobjekten nachführen, wodurch die genannten Fotografien gelangen.

### Commons 60 Zoll-Reflektor
Im Jahr 1885 begann Common die Konstruktion eines 60-Zoll (152 cm) Apertur-Spiegelteleskops in Newton-Anordnung. Er kaufte hierfür einen Glasrohling, den er selbst schliff und in Parabolform polierte. Da die Abbildungsleistung dieses Spiegels mangelhaft war – Sterne erschienen ellipsenhaft – fertigte er einen zweiten Spiegel, den er im Jahr 1890 fertigstellte. Er publizierte eine detaillierte Beschreibung des Teleskops und der zur Herstellung verwendeten Vorrichtungen.
Aufgrund eines Beinahe-Absturzes von der hochgelegenen Okularposition modifizierte Common das Teleskop in eine Nasmyth-Anordnung. Da er jedoch mit dem Ergebnis nicht ganz zufrieden war, die Lichtverschmutzung von London astronomische Beobachtungsmöglichkeiten verringerte und andere Projekte sein Interesse weckten, nutzte er das Teleskop später nicht mehr. Nach Commons Tod wurde das Teleskop mit beiden Spiegeln aus seinem Nachlass gekauft und im Harvard College Observatory installiert. Im Jahr 1933 wurde der Primärspiegel neu geschliffen und mit einer neuen Halterung versehen und als 1.5-Meter Boyden-UFS (auch als 60-inch Rockefeller bezeichnet) im Boyden Observatory in Südafrika installiert. Der zweite Spiegel bildete die Basis des Wyeth-Teleskop am Oak Ridge Observatory, wenngleich er kurz darauf gegen einen 61-Zoll-Spiegel aus modernerem Pyrex ausgetauscht wurde.

### Sonstiges
Common entwickelte Fertigungstechniken für optische Planspiegel.